# Jeanine Pirro
Jeanine Ferris Pirro (2 de juny de 1951) és una presentadora de televisió americana, antiga jutgessa, fiscal i política republicana a Nova York. Pirro és la presentador de Justice with Judge Jeanine a Fox News Channel i ha treballat com a experta legal per NBC News.
Va ser la primera jutgessa electa al Tribunal del Comtat de Westchester abans de la seva elecció com a primera dona fiscal de districte del comtat de Westchester. Com a fiscal de districte, Pirro va guanyar una visibilitat considerable en casos d'abús domèstic i delictes contra la gent gran. Pirro va buscar per un breu període la nominació republicana pel Senat dels Estats Units contra Hillary Clinton el 2006, però va renunciar-hi per acceptar la nominació per ser fiscal general de Nova York. Pirro va perdre les eleccions generals contra Andrew Cuomo.